# Ixodes walkerae
Ixodes walkerae este o specie de căpușe din genul Ixodes, familia Ixodidae, descrisă de Clifford, Kohls și Harry Hoogstraal în anul 1968. Conform Catalogue of Life specia Ixodes walkerae nu are subspecii cunoscute.